# Cueva de Muierilor
La cueva de Muierilor (en rumano: Peștera Muierilor o Peștera Muierii; literalmente «cueva de la mujer») es un elaborado sistema de cuevas situado en la comuna de Baia de Fier, en el condado de Gorj, en el país europeo de Rumanía. Contiene abundantes restos de oso de las cavernas, así como un cráneo humano. El cráneo está fechado por las pruebas de carbono como 30 150 ± 800, una indicación de una edad absoluta de entre 40 000 y 30 000 antes del presente. Fue descubierto en 1952. Junto a los restos similares encontrados en la cueva Cioclovina (de aprox. 29 000 antes del presente) y Peștera cu Oase sn los restos de humanos modernos más antiguos de Rumanía y de los más antiguos de Europa.